# Jacqueline van Rysselberghe
Jacqueline van Rysselberghe Herrera (Concepción, 3 de febrero de 1965) es una médica cirujana y política chilena, que se desempeñó como senadora por la Circunscripción 12, Biobío Costa desde 2014 hasta 2022. Es militante del partido Unión Demócrata Independiente (UDI), del cual fue vicepresidenta por dos períodos consecutivos (2004-2008), y presidenta desde enero de 2017 hasta diciembre de 2020. Anteriormente se desempeñó como concejala de la comuna de Concepción (durante dos periodos consecutivos; 1992-2000), alcaldesa de esa misma ciudad durante tres periodos seguidos entre 2000 y 2010 e intendenta de la Región del Biobío (2010-2011), durante el primer gobierno de Sebastián Piñera.

## Biografía

### Familia
Su apellido paterno es una derivación del neerlandés Rijsselberghe. Su bisabuela, Isabel Martínez —hija del ministro de Obras Públicas de José Manuel Balmaceda, Valentín Martínez, que escapó a Bélgica en 1891— contrajo matrimonio en ese país europeo con Max van Rysselberghe (1878-1952), que, como miembro de una expedición científica, había estado en la Antártica. En 1905 partieron para Chile. Este matrimonio tuvo cuatro hijos, Lidia, Ivonne, Enrique, el abuelo de Jacqueline, y Daniel.
Su abuelo, Enrique van Rysselberghe Martínez, trabajó en la municipalidad como director de Obras antes del terremoto de 1939. Contrajo matrimonio con Julieta Varela Santa María. Fue regidor de Concepción (1967-1973), primero como independiente y después, en las elecciones de 1971 por el Partido Nacional, en la que obtuvo la primera mayoría pasando así a ser alcalde de la ciudad hasta 1973, año en el que compitió infructuosamente en las parlamentarias por un escaño de diputado; la dictadura militar lo designaría alcalde de Concepción al año siguiente, puesto en el que permanecería hasta 1979. Enrique van Rysselberghe Martínez y Julieta Varela tuvo cuatro hijos Javier, Enrique, padre de Jacqueline, Ivonne y Astrid.
Su padre, Enrique van Rysselberghe Varela, fue diputado por el distrito N° 44 correspondiente a las comunas de Concepción, Chiguayante y San Pedro de la Paz entre 1998 y 2002. Contrajo matrimonio con María Norma Herrera Caire, con quien tuvo cinco hijos: Jacqueline (3 de febrero de 1965), Michelle, Karen, Enrique (7 de septiembre de 1976) —concejal por Concepción (2004-2008) y diputado por el distrito N°44 desde 2010— y Cristián.
En tanto dueño de la Empresa Constructora Rysselberghe y Cia. Ltda, su padre tenía una deuda con CORFO por el no pago de un crédito hipotecario, juicio rol N.º 47.294, del Tercer Juzgado de Letras de Concepción y otra de $514 719 516 (más reajustes de IPC) con la municipalidad de esa ciudad por la extracción y comercialización de áridos sin patente, entre los años 1973 y 1996. Enfrentó una querella en el año 2000 interpuesta por la municipalidad, que quedó sin efecto después de que su hija fuera elegida alcaldesa. Estos problemas lo hicieron retirarse de la política.
Jacqueline conoció a su actual marido, Mauricio Pavez, en una calle de su ciudad natal a los 27 años de edad (él tenía 29), un ingeniero civil de la Universidad de Santiago de Chile, quien en su juventud "fue dirigente estudiantil cercano a la Concertación" y que había ido a Concepción por seis meses a trabajar en el rubro inmobiliario. A una semana de conocerse, decidieron casarse, lo que hicieron por el civil un 14 de febrero; el matrimonio religioso lo celebraron dos días después en la iglesia del Sagrario. La pareja tiene seis hijos: Tomás, Catalina, Valentina, Natalia, Magdalena y Fernanda. El 7 de abril de 2020, Tomás fue detenido por Carabineros en Las Condes, dentro del contexto de la Pandemia por el coronavirus, al no portar el permiso temporal correspondiente para poder transitar.
Van Rysselbeghe es católica y miembro del Opus Dei.

### Infancia y estudios
En un reportaje para la revista Sábado de El Mercurio, Francisco Torrealba cuenta que "Jacqueline van Rysselberghe y sus cuatro hermanos se criaron en una espaciosa casa en Chiguayante, en un condominio en el que también vivían dos de sus tías. El panorama familiar más frecuente eran los asados que, desde muy temprano, cada domingo preparaba el padre de la exjefa regional y a los que estaban invitados los demás miembros de la familia"; "la disciplina era fuerte", y en casa incentivaron el estudio, los deportes y la religión.
Jacqueline cursó la enseñanza primaria y secundaria en el Lycée Charles de Gaulle, en Concepción. Fue una destacada deportista de atletismo, llegando a ser campeona nacional de 400 metros planos. Dejó el deporte debido a una lesión en la rodilla mientras esquiaba en Chillán.
Estudió medicina en la Universidad de Concepción, recibiendo el título de Médico Cirujano el 16 de enero de 1989. Aunque en esa época su preocupación principal eran los estudios, participó en el plebiscito de 1988 como partidaria del «Sí», es decir, para que el general Augusto Pinochet siguiera en el poder, y estuvo en el comando penquista del candidato Hernán Büchi durante la campaña de las elecciones presidenciales del año siguiente.

## Carrera política
Su historia política comienza en la década de 1980 cuando, en sus tiempos de estudiante universitaria, forma parte del Movimiento Enrique Molina, de corte gremialista y conservador. Postuló a la dirigencia estudiantil de la Universidad, pero sin éxito: ganó por amplia mayoría la lista encabezada por el entonces socialista y actual senador del MAS por la zona, Alejandro Navarro, que comandaba en esa época el movimiento de izquierda en el plantel educativo.
Fue el senador UDI Eugenio Cantuarias quien le propuso ir de candidata a concejal, siendo electa para el período 1992-1996, con 11.677 votos.
Reelegida en 1996 por otro periodo, ese mismo año interviene para apoyar la defensa de la familia en el caso de Elenita Yáñez, una niña de 5 años violada y asesinada.

### Alcaldesa de Concepción
En las municipales de 2000 resultó elegida alcaldesa con un 55,3 % de los votos, cargo en el que fue confirmada por el voto popular en dos ocasiones: en 2004 y en 2008.
Durante su permanencia en el municipio, polemizó con el Ministerio de Salud a raíz de suministro de insulina india Wosulin, distribuida por Pentafarma sin cumplir la norma sanitaria y estuvo siempre en contra de la píldora del día después, prohibiendo su distribución en los consultorios municipales.
Ha sido dos veces vicepresidenta de la Unión Demócrata Independiente, primero para el período 2004-2006, cuando hubo 11 vicepresidentes, y luego para el siguiente (esta vez hubo cinco, los otros fueron Andrés Chadwick, Evelyn Matthei, Rodrigo Álvarez y Gabriel Villarroel).
A fines de 2006 se enfrentó con la intendenta María Soledad Tohá cuando le solicitó que cumpliera el compromiso asumido con el anterior alcalde socialista de traspasar el edificio de la actual Intendencia, frente a la Plaza Independencia, a la Municipalidad de Concepción. Los días 26 y 27 de enero convocó a un plebiscito para que la población se pronunciara sobre el tema; participó solo un 6% de los inscritos en los Registros Electorales, pero un 84 % respondió que sí a la pregunta si la Municipalidad debía estar en la plaza.
En enero de 2006, en una entrevista al diario La Nación, la periodista Ivonne Toro le preguntó sobre el tema, a lo que Rysselberghe contestó «creo que en la próxima pasada me mantendré en la alcaldía». En marzo del mismo año, en una entrevista al diario Las Últimas Noticias, Jacqueline desmintió una futura candidatura, respondiendo que ella no estaba pensando en las presidenciales. Siete meses después, cinco diputados de la Octava Región, Jorge Ulloa, Iván Norambuena, Juan Lobos, Andrés Egaña y Sergio Bobadilla, entregaron una carta a van Rysselberghe, en la que pedían a la edil sumarse a la carrera por La Moneda. Sin embargo, el único candidato por la Coalición por el Cambio fue Sebastián Piñera, que ganó las presidenciales de 2009.

#### Inspección de Contraloría
En mayo de 2011, la Contraloría inspeccionó los gastos y las deudas de la municipalidad de Concepción dejados durante el mandato de Jacqueline. La investigación concluyó que había un gran déficit de 3 mil millones de pesos chilenos, además de 623 millones de pesos que no fueron registrados en contabilidad, cheques girados por 157 millones sin haber sido registrados en contabilidad, y 4 mil 133 millones de pesos que figuran como cheques caducados.

### Intendenta de la Región del Biobío

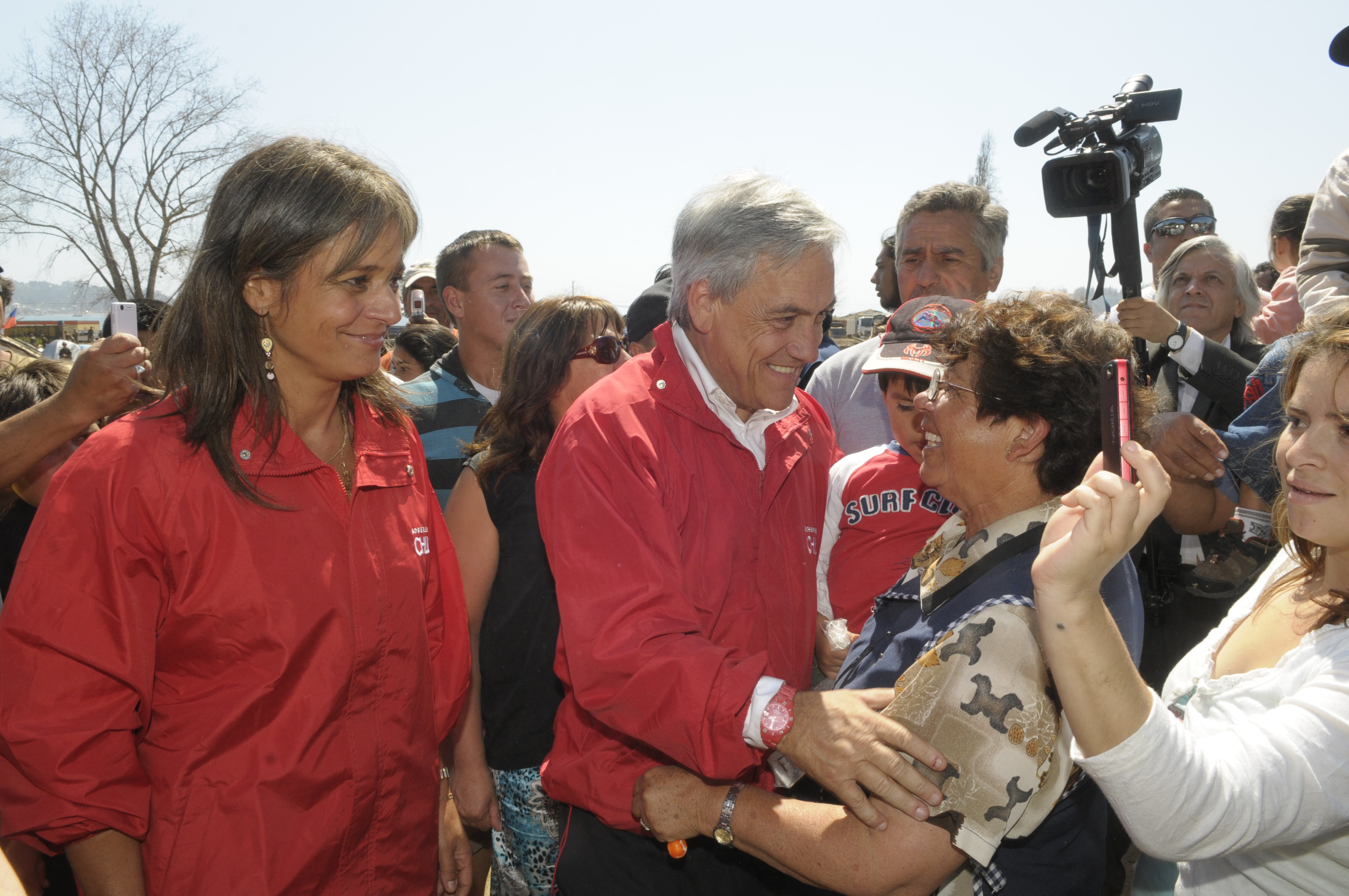
Jacqueline van Rysselberghe junto al Presidente Sebastián Piñera en marzo de 2010.

El 4 de marzo de 2010, luego del terremoto que afectó a la zona centro sur de Chile, el presidente electo Sebastián Piñera la nombró intendenta de la Región del Biobío a partir del 11 de marzo de 2010, en reemplazo de Jaime Tohá.
A comienzos de 2011, se filtró una grabación de audio de una reunión de van Rysselberghe con los vecinos de la población Aurora de Chile, en la que la intendenta admitía haber «usado» el tema del terremoto en su favor, a pesar de que ellos no eran directamente los afectados. El senador del Movimiento Amplio Social Alejandro Navarro la acusó de cometer irregularidades y llevó el caso a la Contraloría.

Nosotros usamos el tema del puente para que este proyecto no se nos cayera. No sé si me explico (...). Nosotros usamos el tema del terremoto y el tema del puente a favor de ustedes. Y dijimos que el puente casi abarcaba la población completa y que había que sacarla completa porque, si no, la verdad es que todas las casas se iban a ver afectadas. Poquito más poquito menos, eso fue lo que dijimos.

En el grupo de ustedes hay cerca de 60 % de las personas que no tiene certificados de inhabitabilidad, que no están terremoteadas, y que sin embargo van a ser beneficiadas por el proyecto, porque logramos convencer en Santiago de que sí estaban afectadas, porque como se había caído el puente, entonces el puente estaba afectado por el terremoto, y como el puente estaba afectado por el terremoto eso lo afectaba a ustedes y también estaban afectados por el terremoto; y la fábrica y no se qué... En fin, inventamos una historia y pudimos hacer que este proyecto no se nos escapara de las manos.
Jacqueline van Rysselberghe.

A pesar de esta irregularidad, en la que utilizó dineros estatales destinados a los afectados del terremoto para beneficiar a terceros, el 16 de febrero el ministro del Interior Rodrigo Hinzpeter, comunicó oficialmente la permanencia en su cargo como intendenta de la Región del Biobío.
Sin embargo, el 24 de marzo partidos de la oposición presentaron oficialmente una acusación constitucional contra Van Rysselberghe. Entre los argumentos que daban figuraba la «vulneración del principio de probidad administrativa, mediante la entrega de informaciones deliberadamente erróneas a los pobladores, a la opinión pública y a las autoridades superiores del Estado».
Piñera pidió entonces a Van Rysselberghe la renuncia de su cargo, que se formaliza el 3 de abril de 2011.

### Senadora y presidenta de la UDI
Dos meses después de su forzada renuncia a la intendencia, a fines de mayo de 2011, van Rysselberghe se comenzó a perfilar como candidata al Senado por la Región del Biobío para las elecciones de 2013. Ante esto, surgieron opiniones en contra dentro de su mismo partido, así como por parte de otros políticos de la Coalición por el cambio, pero finalmente la UDI la confirmó como su carta senatorial por la decimosegunda circunscripción del Biobío Costa. En las elecciones de noviembre de 2013 resultó elegida como senadora al alcanzar 128 451 votos, equivalentes al 27,87 %, rompiendo de paso el histórico doblaje que mantenía la Concertación en aquella circunscripción desde 1998.
El 11 de diciembre de 2016 la senadora ganó las elecciones internas de la UDI para presidente del este partido, imponiéndose con el 62,4 % de los votos ante su contrincante, Jaime Bellolio, que obtuvo 37,6 %; asumió el 7 de enero de 2017. El 16 de diciembre de 2018 fue reelecta con un 52 % de los votos, venciendo al diputado Javier Macaya que obtuvo un 48 % de los votos.
En 2021 buscó la reelección y se trasladó a la circunscripción de la Región de Ñuble, donde no logró su escaño. Dejó el Senado en marzo de 2022, retornando al ejercicio de la psiquiatría en la Clínica Sanatorio Alemán de Concepción.

## Controversias

### Como intendenta
De acuerdo al Informe Diagnóstico Estado de la Reconstrucción Terremoto y Tsunami, publicado en 2014 en relación con el terremoto del 27-F, bajo la orden de Jacqueline van Rysselberghe, intendenta de la Región del BíoBío en ese entonces, los kits de higiene para mujeres entregados por UNFPA-ONUSIDA «fueron abiertos para sacar los preservativos, y luego sellados nuevamente para su distribución. Los preservativos fueron "devueltos" a Naciones Unidas». Estos kit incluían preservativos masculinos como política de salud reproductiva de emergencia, en los casos que mujeres dada las circunstancias hubieran interrumpido sus métodos anticonceptivos, e incluyendo la prevención de ETS / VIH.

### Como senadora
El 23 de enero de 2017, una investigación publicada en Ciper hizo pública una conversación vía correo electrónico entablada en 2014 entre Jacqueline Van Rysselberghe y Luis Felipe Moncada, presidente de la Asociación de Industriales Pesqueros del BíoBío (Asipes), mientras la primera dirigía la Comisión de Pesca y se discutía una ley que beneficiaba al sector de la pesca artesanal, rechazada por Asipes. En estos correos, Moncada le daba indicaciones a la senadora sobre la manera de desenvolverse en dicha Comisión. El antiguo asesor de la senadora, Joel Chávez, en una declaración ante la fiscalía el 4 de agosto de 2016, mientras se investigaba el financiamiento político ilegal facilitado por pesqueras, afirmó además que van Rysselberghe había estado recibiendo dinero de Asipes desde las elecciones municipales de 2000, en las que salió elegida por primera vez alcaldesa de Concepción. Al día siguiente de la publicación de Ciper, la senadora confirmó la correspondencia con Asipes y Moncada, pero declaró que ésta «no influyó en la labor legislativa». El día 9 de septiembre de 2020 se notificó la decisión de no perseverar respecto de la senadora Van Rysselberghe en el Caso Asipes, denunciada por los delitos de cohecho y soborno, la investigación se cerró después de cuatro años sin formalizaciones.
En abril de 2019 en medio de una visita oficial del Minsal a la comuna de Lebu, calificó de catete al alcalde Cristián Peña por insistir ante las autoridades nacionales respecto a un nuevo hospital para la comuna.
En junio de 2019, Van Rysselberghe, en el contexto de las reformas presentadas por parlamentarios chilenos relativas a bajas en los sueldos de estos, declaró que dicha medida le parecía populista y demagógica, y que «hoy cualquier patipelado se siente con el derecho de insultar a alguien que trabaja en el servicio público. Va a ser difícil encontrar gente buena que se dedique a la política», lo que le trajo críticas tanto de congresistas como del público general. Tras intentar explicar sus dichos, sin mucho éxito, terminó pidiendo disculpas.
El 16 de enero de 2020, Van Rysselberghe alcanzó la aprobación más baja de un político en Chile desde el retorno a la democracia. Según la encuesta CEP, la aprobación de la senadora disminuyó al histórico el 6 %, mientras que su desaprobación corresponde al 74 %.
Durante su ejercicio como senadora el día viernes 27 de marzo de 2020, en una votación de un proyecto de ley por videoconferencia, para la prorrogación de la fecha de la revisiones técnicas en el contexto de la pandemia del COVID-19, se le vio acostada sobre su cama con una copa de vino mientras se desarrollaba la sesión.
En mayo de 2020, junto a su hermano Enrique Van Rysselberghe, diputado de la UDI, fueron cuestionados por disponer sus nombres en un sticker sobre el pulverizador de un técnico sanitizador que desempeñaba en la Región del BioBío, en medio de la pandemia de COVID-19.
En octubre de 2020, se reveló que la senadora tiene contratada como asesora a la lobista Olga Osses Klein, situación que está prohibida por el reglamento mismo de la Cámara, toda vez que sus emolumentos son pagados con montos asignados a las asesorías parlamentarias. Además, dicha lobista gestionó un proyecto habitacional para su marido.

## Historial electoral

### Elecciones municipales de 1992
- Elecciones municipales de 1992, para la alcaldía y concejo municipal de Concepción[49]

(Se consideran sólo candidatos con sobre el 3% de los votos)
| Candidato                           | Pacto                          | Partido | Votos  | %     | Resultado                      |
| ----------------------------------- | ------------------------------ | ------- | ------ | ----- | ------------------------------ |
| Guillermo Aste Pérez                | Concertación por la Democracia | PDC     | 23 243 | 15,25 | Alcalde 2 años primer período  |
| Ariel Ulloa Azócar                  | Concertación por la Democracia | PS      | 12 948 | 8,5   | Alcalde 2 años segundo período |
| Alejandro Ortiz Novoa               | Concertación por la Democracia | PDC     | 11 781 | 7,73  | Concejal                       |
| Jacqueline van Rysselberghe Herrera | Participación y Progreso       | UDI     | 11 677 | 7,66  | Concejal                       |
| Eduardo José de la Barra Vega       | Concertación por la Democracia | PR      | 9416   | 6,18  | Concejal                       |
| Gunther Domke Schultz               | Participación y Progreso       | RN      | 6691   | 4,39  | Concejal                       |
| Claudio Saldaña Ríos                | Concertación por la Democracia | PDC     | 6619   | 4,34  | Concejal                       |
| Carlos Martínez Hernández           | Unión de Centro Centro         | UCC     | 6447   | 4,23  | Concejal                       |
| Camilo Fernández Sanhueza           | Partido Comunista              | PC      | 6113   | 4,01  | Concejal                       |
| Miguel Luis Valenzuela González     | Unión de Centro Centro         | UCC     | 5639   | 3,7   |                                |
| Elena Díaz Islas                    | Concertación por la Democracia | PPD     | 5258   | 3,45  | Concejal                       |
| Pedro Cisterna Osorio               | Concertación por la Democracia | PDC     | 4574   | 3     |                                |

### Elecciones municipales de 1996
- Elecciones municipales de 1996, para la alcaldía y concejo municipal de Concepción[50]

(Se consideran sólo candidatos con sobre el 2% de los votos)
| Candidato                           | Pacto                          | Partido | Votos  | %     | Resultado |
| ----------------------------------- | ------------------------------ | ------- | ------ | ----- | --------- |
| Ariel Ulloa Azócar                  | Concertación por la Democracia | PS      | 28 724 | 28,74 | Alcalde   |
| Jacqueline Van Rysselberghe Herrera | Unión por Chile                | UDI     | 26 820 | 26,84 | Concejal  |
| Alejandro Ortiz Novoa               | Concertación por la Democracia | PDC     | 10 696 | 10,7  | Concejal  |
| Guillermo Aste Pérez                | Concertación por la Democracia | PDC     | 5128   | 5,13  | Concejal  |
| Camilo Fernández Sanhueza           | La Izquierda                   | PC      | 4092   | 4,09  |           |
| Miguel Luis Valenzuela González     | Unión por Chile                | ILDRN   | 3770   | 3,77  | Concejal  |
| Gunther Domke Schultz               | Unión por Chile                | RN      | 3565   | 3,57  | Concejal  |
| Elena Díaz Islas                    | Concertación por la Democracia | PPD     | 2562   | 2,56  | Concejal  |
| José Orlando Baettig Inostroza      | Concertación por la Democracia | PRSD    | 2304   | 2,31  |           |
| Claudio Saldaña Ríos                | Concertación por la Democracia | PDC     | 2067   | 2,07  |           |

### Elecciones municipales de 2000
- Elecciones municipales de 2000, para la alcaldía y concejo municipal de Concepción[51]

| Candidato                           | Pacto                                      | Partido | Votos  | %     | Resultado |
| ----------------------------------- | ------------------------------------------ | ------- | ------ | ----- | --------- |
| Jacqueline Van Rysselberghe Herrera | Alianza por Chile                          | UDI     | 58 361 | 55,29 | Alcaldesa |
| Ariel Ulloa Azócar                  | Concertación de Partidos por la Democracia | PS      | 34 510 | 32,7  | Concejal  |
| Germán Acuña Game                   | Concertación de Partidos por la Democracia | PDC     | 3304   | 3,13  | Concejal  |
| Pedro Cisterna Osorio               | Concertación de Partidos por la Democracia | PDC     | 1810   | 1,71  | Concejal  |
| Freddy Cabrera Campos               | La Izquierda                               | PC      | 1768   | 1,68  |           |
| María Cristina Martínez Valenzuela  | Concertación de Partidos por la Democracia | PPD     | 1674   | 1,59  | Concejal  |
| Luis Ulises Sepulveda Rubilar       | Concertación de Partidos por la Democracia | PRSD    | 1432   | 1,36  |           |
| Nolasco Aravena Ormazabal           | Alianza por Chile                          | ILC     | 628    | 0,59  | Concejal  |
| Christian Paulsen Espejo-pando      | Alianza por Chile                          | RN      | 616    | 0,58  | Concejal  |
| Luis Canales Gutiérrez              | La Izquierda                               | PC      | 425    | 0,4   |           |
| Domingo Montecinos Osses            | La Izquierda                               | ILB     | 379    | 0,36  |           |
| Juan San Martín Opazo               | La Izquierda                               | ILB     | 352    | 0,33  |           |
| Jorge Andrés Rivas Olivera          | Alianza por Chile                          | RN      | 291    | 0,28  | Concejal  |

### Elecciones municipales de 2004
- Elecciones municipales de 2004, para la alcaldía de Concepción[52]

| Candidato                           | Pacto                    | Partido | Votos  | %     | Resultado |
| ----------------------------------- | ------------------------ | ------- | ------ | ----- | --------- |
| Jacqueline Van Rysselberghe Herrera | Alianza                  | UDI     | 55 925 | 56,45 | Alcaldesa |
| Jorge Matute Matute                 | Concertación Democrática | PDC     | 39 039 | 39,41 |           |
| Loreto Muñoz Gutiérrez              | Juntos Podemos           | PH      | 4107   | 4,15  |           |

### Elecciones municipales de 2008
- Elecciones municipales de 2008, para la alcaldía de Concepción[53]

| Candidato                           | Pacto                    | Partido | Votos  | %     | Resultado |
| ----------------------------------- | ------------------------ | ------- | ------ | ----- | --------- |
| Jacqueline van Rysselberghe Herrera | Alianza                  | UDI     | 60 889 | 63,46 | Alcaldesa |
| Ariel Ulloa Azócar                  | Concertación Democrática | PS      | 27 733 | 28,9  |           |
| Raúl Edgardo Romero Espinoza        | Juntos Podemos Más       | ILA     | 7327   | 7,64  |           |

### Elecciones parlamentarias de 2013
- Elecciones parlamentarias de 2013 a Senador por la Circunscripción 12, (Biobío Costa)[54]

| Candidato                           | Pacto                         | Partido | Votos   | %     | Resultado |
| ----------------------------------- | ----------------------------- | ------- | ------- | ----- | --------- |
| Alejandro Navarro Brain             | Nueva Mayoría                 | MAS     | 156 372 | 33,92 | Senador   |
| Jacqueline van Rysselberghe Herrera | Alianza                       | UDI     | 128 451 | 27,87 | Senadora  |
| Camilo Escalona Medina              | Nueva Mayoría                 | PS      | 82 114  | 17,81 |           |
| Rafael Garay Pita                   | Si tú quieres, Chile cambia   | ILI     | 42 259  | 9,17  |           |
| Loreto Muñoz Gutiérrez              | Partido Humanista             | PH      | 15 088  | 3,27  |           |
| Daniel Contesse González            | Alianza                       | ILJ     | 10 885  | 2,36  |           |
| Graciela González Gatica            | Nueva Constitución para Chile | PEV     | 9895    | 2,15  |           |
| Javier Sandoval Ojeda               | Nueva Constitución para Chile | PI      | 9730    | 2,11  |           |
| Osmán Vásquez Varela                | Si tú quieres, Chile cambia   | PL      | 6155    | 1,34  |           |

### Elecciones parlamentarias de 2021
- Elecciones parlamentarias de 2021 para senador por la 16° Circunscripción, Región de Ñuble.[55]

| Candidato                           | Pacto               | Partido | Votos  | %     | Resultado |
| ----------------------------------- | ------------------- | ------- | ------ | ----- | --------- |
| Loreto Carvajal Ambiado             | Nuevo Pacto Social  | PPD     | 43 231 | 24.37 | Senadora  |
| Jorge Sabag Villalobos              | Nuevo Pacto Social  | PDC     | 32 706 | 18.71 |           |
| Gustavo Sanhueza Dueñas             | Chile Podemos Más   | UDI     | 30 258 | 17.31 | Senador   |
| Jacqueline van Rysselberghe Herrera | Chile Podemos Más   | UDI     | 21 800 | 12.47 |           |
| Cecilia Palacios Leiva              | Apruebo Dignidad    | PCCh    | 12 259 | 7.01  |           |
| David Keller Freeman                | Partido de la Gente | PDG     | 8290   | 4.74  |           |